# Lijst van Italiaanse ministers van Landbouw

## Ministers van Landbouw van Italië (1954–heden)
| Minister van Landbouw          | Minister van Landbouw    | Minister van Landbouw             | Ambtstermijn                | Ambtstermijn     | Partij(en)                       | Premier(s)                    | Kabinet(en)   |
| ------------------------------ | ------------------------ | --------------------------------- | --------------------------- | ---------------- | -------------------------------- | ----------------------------- | ------------- |
|                                | Giuseppe Medici          | Giuseppe Medici (1907–2000)       | 18 januari 1954             | 5 juli 1955      | DC                               | Amintore Fanfani (1954)       | Fanfani I     |
| Mario Scelba (1954–1955)       | Giuseppe Medici          | Giuseppe Medici (1907–2000)       | 18 januari 1954             | 5 juli 1955      | DC                               | Scelba                        |               |
|                                | Emilio Colombo           | Emilio Colombo (1920–2013)        | 5 juli 1955                 | 1 juli 1958      | DC                               | Antonio Segni (1955–1957)     | Segni I       |
| Adone Zoli (1957–1958)         | Emilio Colombo           | Emilio Colombo (1920–2013)        | 5 juli 1955                 | 1 juli 1958      | DC                               | Zoli                          |               |
|                                | Mario Ferrari Aggradi    | Mario Ferrari Aggradi (1916–1997) | 1 juli 1958                 | 15 februari 1959 | DC                               | Amintore Fanfani (1958–1959)  | Fanfani II    |
|                                | Mariano Rumor            | Mariano Rumor (1915–1990)         | 15 februari 1959            | 20 juni 1963     | DC                               | Antonio Segni (1959–1960)     | Segni II      |
| Fernando Tambroni (1960)       | Mariano Rumor            | Mariano Rumor (1915–1990)         | 15 februari 1959            | 20 juni 1963     | DC                               | Tambroni                      |               |
| Amintore Fanfani (1960–1963)   | Mariano Rumor            | Mariano Rumor (1915–1990)         | 15 februari 1959            | 20 juni 1963     | DC                               | Fanfani III                   |               |
| Amintore Fanfani (1960–1963)   | Mariano Rumor            | Mariano Rumor (1915–1990)         | 15 februari 1959            | 20 juni 1963     | DC                               | Fanfani IV                    |               |
|                                | Bernardo Mattarella      | Bernardo Mattarella (1905–1971)   | 20 juni 1963                | 5 december 1963  | DC                               | Giovanni Leone (1963)         | Leone I       |
|                                | Mario Ferrari Aggradi    | Mario Ferrari Aggradi (1916–1997) | 5 december 1963             | 24 februari 1966 | DC                               | Aldo Moro (1963–1968)         | Moro I        |
| Moro II                        | Mario Ferrari Aggradi    | Mario Ferrari Aggradi (1916–1997) | 5 december 1963             | 24 februari 1966 | DC                               | Aldo Moro (1963–1968)         |               |
|                                | Franco Restivo           | Franco Restivo (1911–1976)        | 24 februari 1966            | 24 juni 1968     | DC                               | Aldo Moro (1963–1968)         | Moro III      |
|                                | Giacomo Sedati           | Giacomo Sedati (1921–1984)        | 24 juni 1968                | 12 december 1968 | DC                               | Giovanni Leone (1968)         | Leone II      |
|                                | Athos Valsecchi          | Athos Valsecchi (1919–1985)       | 12 december 1968            | 6 augustus 1969  | DC                               | Mariano Rumor (1968–1970)     | Rumor I       |
|                                | Giacomo Sedati           | Giacomo Sedati (1921–1984)        | 6 augustus 1969             | 27 maart 1970    | DC                               | Mariano Rumor (1968–1970)     | Rumor II      |
|                                | Lorenzo Natali           | Lorenzo Natali (1922–1989)        | 27 maart 1970               | 7 juli 1973      | DC                               | Mariano Rumor (1968–1970)     | Rumor III     |
| Emilio Colombo (1970–1972)     | Lorenzo Natali           | Lorenzo Natali (1922–1989)        | 27 maart 1970               | 7 juli 1973      | DC                               | Colombo                       |               |
| Giulio Andreotti (1972–1973)   | Lorenzo Natali           | Lorenzo Natali (1922–1989)        | 27 maart 1970               | 7 juli 1973      | DC                               | Andreotti I                   |               |
| Giulio Andreotti (1972–1973)   | Lorenzo Natali           | Lorenzo Natali (1922–1989)        | 27 maart 1970               | 7 juli 1973      | DC                               | Andreotti II                  |               |
|                                | Mario Ferrari Aggradi    | Mario Ferrari Aggradi (1916–1997) | 7 juli 1973                 | 14 maart 1974    | DC                               | Mariano Rumor (1973–1974)     | Rumor IV      |
|                                | Antonio Bisaglia         | Antonio Bisaglia (1929–1984)      | 14 maart 1974               | 24 november 1974 | DC                               | Mariano Rumor (1973–1974)     | Rumor V       |
|                                | Giovanni Marcora         | Giovanni Marcora (1922–1983)      | 22 november 1974            | 18 oktober 1980  | DC                               | Aldo Moro (1974–1976)         | Moro IV       |
| Moro V                         | Giovanni Marcora         | Giovanni Marcora (1922–1983)      | 22 november 1974            | 18 oktober 1980  | DC                               | Aldo Moro (1974–1976)         |               |
| Giulio Andreotti (1976–1979)   | Giovanni Marcora         | Giovanni Marcora (1922–1983)      | 22 november 1974            | 18 oktober 1980  | DC                               | Andreotti III                 |               |
| Giulio Andreotti (1976–1979)   | Giovanni Marcora         | Giovanni Marcora (1922–1983)      | 22 november 1974            | 18 oktober 1980  | DC                               | Andreotti IV                  |               |
| Giulio Andreotti (1976–1979)   | Giovanni Marcora         | Giovanni Marcora (1922–1983)      | 22 november 1974            | 18 oktober 1980  | DC                               | Andreotti V                   |               |
| Francesco Cossiga (1979–1980)  | Giovanni Marcora         | Giovanni Marcora (1922–1983)      | 22 november 1974            | 18 oktober 1980  | DC                               | Cossiga I                     |               |
| Francesco Cossiga (1979–1980)  | Giovanni Marcora         | Giovanni Marcora (1922–1983)      | 22 november 1974            | 18 oktober 1980  | DC                               | Cossiga II                    |               |
|                                | Giuseppe Bartolomei      | Giuseppe Bartolomei (1923–1996)   | 18 oktober 1980             | 1 december 1982  | DC                               | Arnaldo Forlani (1979–1980)   | Forlani       |
| Giovanni Spadolini (1981–1982) | Giuseppe Bartolomei      | Giuseppe Bartolomei (1923–1996)   | 18 oktober 1980             | 1 december 1982  | DC                               | Spadolini I                   |               |
| Giovanni Spadolini (1981–1982) | Giuseppe Bartolomei      | Giuseppe Bartolomei (1923–1996)   | 18 oktober 1980             | 1 december 1982  | DC                               | Spadolini II                  |               |
|                                | Calogero Mannino         | Calogero Mannino (1939)           | 1 december 1982             | 4 augustus 1983  | DC                               | Amintore Fanfani (1982–1983)  | Fanfani V     |
|                                | Filippo Maria Pandolfi   | Filippo Maria Pandolfi (1927)     | 4 augustus 1983             | 18 april 1988    | DC                               | Bettino Craxi (1983–1987)     | Craxi I       |
| Craxi II                       | Filippo Maria Pandolfi   | Filippo Maria Pandolfi (1927)     | 4 augustus 1983             | 18 april 1988    | DC                               | Bettino Craxi (1983–1987)     |               |
| Amintore Fanfani (1987)        | Filippo Maria Pandolfi   | Filippo Maria Pandolfi (1927)     | 4 augustus 1983             | 18 april 1988    | DC                               | Fanfani VI                    |               |
| Giovanni Goria (1987–1988)     | Filippo Maria Pandolfi   | Filippo Maria Pandolfi (1927)     | 4 augustus 1983             | 18 april 1988    | DC                               | Goria                         |               |
|                                | Calogero Mannino         | Calogero Mannino (1939)           | 13 april 1988               | 27 juli 1990     | DC                               | Ciriaco De Mita (1989)        | De Mita       |
| Giulio Andreotti (1989–1992)   | Calogero Mannino         | Calogero Mannino (1939)           | 13 april 1988               | 27 juli 1990     | DC                               | Andreotti VI                  |               |
| Giulio Andreotti (1989–1992)   |                          | Vito Saccomandi                   | Vito Saccomandi (1939–1995) | 27 juli 1990     | 11 april 1991                    | Andreotti VI                  | DC            |
|                                | Giovanni Goria           | Giovanni Goria (1943–1994)        | 11 april 1991               | 28 juni 1992     | DC                               | Giulio Andreotti (1989–1992)  | Andreotti VII |
|                                | Gianni Fontana           | Gianni Fontana (1944)             | 28 juni 1992                | 21 maart 1993    | DC                               | Giuliano Amato (1992–1993)    | Amato I       |
|                                | Alfredo Diana            | Alfredo Diana (1930)              | 21 maart 1993               | 10 mei 1994      | DC                               | Giuliano Amato (1992–1993)    | Amato I       |
| DC (1993–94)                   | Alfredo Diana            | Alfredo Diana (1930)              | 21 maart 1993               | 10 mei 1994      | Carlo Azeglio Ciampi (1993–1994) | Ciampi                        |               |
| PPI (1994)                     | Alfredo Diana            | Alfredo Diana (1930)              | 21 maart 1993               | 10 mei 1994      | Carlo Azeglio Ciampi (1993–1994) | Ciampi                        |               |
|                                | Adriana Poli Bortone     | Adriana Poli Bortone (1943)       | 10 mei 1994                 | 17 januari 1995  | AN                               | Silvio Berlusconi (1994–1995) | Berlusconi I  |
|                                |                          | Walter Luchetti (1937)            | 17 januari 1995             | 17 mei 1996      | O                                | Lamberto Dini (1995–1996)     | Dini          |
|                                | Michele Pinto            | Michele Pinto (1931)              | 17 mei 1996                 | 21 oktober 1998  | PPI                              | Romano Prodi (1996–1998)      | Prodi I       |
|                                | Paolo De Castro          | Paolo De Castro (1958)            | 21 oktober 1998             | 25 april 2000    | O                                | Massimo D'Alema (1998–2000)   | D'Alema I     |
| D'Alema II                     | Paolo De Castro          | Paolo De Castro (1958)            | 21 oktober 1998             | 25 april 2000    | O                                | Massimo D'Alema (1998–2000)   |               |
|                                | Alfonso Pecoraro Scanio  | Alfonso Pecoraro Scanio (1959)    | 25 april 2000               | 11 juni 2001     | FdV                              | Giuliano Amato (2000–2001)    | Amato II      |
|                                | Gianni Alemanno          | Gianni Alemanno (1958)            | 11 juni 2001                | 17 mei 2006      | AN                               | Silvio Berlusconi (2001–2006) | Berlusconi II |
| Berlusconi III                 | Gianni Alemanno          | Gianni Alemanno (1958)            | 11 juni 2001                | 17 mei 2006      | AN                               | Silvio Berlusconi (2001–2006) |               |
|                                | Paolo De Castro          | Paolo De Castro (1958)            | 17 mei 2006                 | 8 mei 2008       | DL (2006–07)                     | Romano Prodi (2006–2008)      | Prodi II      |
|                                | Paolo De Castro          | Paolo De Castro (1958)            | 17 mei 2006                 | 8 mei 2008       | DP (2007–08)                     | Romano Prodi (2006–2008)      | Prodi II      |
|                                | Luca Zaia                | Luca Zaia (1968)                  | 8 mei 2008                  | 16 april 2010    | LN                               | Silvio Berlusconi (2008–2011) | Berlusconi IV |
|                                | Giancarlo Galan          | Giancarlo Galan (1956)            | 16 april 2010               | 23 maart 2011    | PdL                              | Silvio Berlusconi (2008–2011) | Berlusconi IV |
|                                | Francesco Saverio Romano | Francesco Saverio Romano (1964)   | 23 maart 2011               | 16 november 2011 | PdL                              | Silvio Berlusconi (2008–2011) | Berlusconi IV |
|                                | Mario Catania            | Mario Catania (1952)              | 16 november 2011            | 28 april 2013    | O                                | Mario Monti (2011–2013)       | Monti         |
|                                | Nunzia De Girolamo       | Nunzia De Girolamo (1975)         | 28 april 2013               | 26 januari 2014  | PdL (2013)                       | Enrico Letta (2013–2014)      | Letta         |
|                                | Nunzia De Girolamo       | Nunzia De Girolamo (1975)         | 28 april 2013               | 26 januari 2014  | NCD (2013–16)                    | Enrico Letta (2013–2014)      | Letta         |
|                                | Enrico Letta             | Enrico Letta (1966)               | 26 januari 2014             | 22 februari 2014 | DP                               | Enrico Letta (2013–2014)      | Letta         |
|                                | Maurizio Martina         | Maurizio Martina (1978)           | 22 februari 2014            | 12 maart 2018    | DP                               | Matteo Renzi (2014–2016)      | Renzi         |
| Paolo Gentiloni (2016–2018)    | Maurizio Martina         | Maurizio Martina (1978)           | 22 februari 2014            | 12 maart 2018    | DP                               | Gentiloni                     |               |
| Paolo Gentiloni (2016–2018)    |                          | Paolo Gentiloni                   | Paolo Gentiloni (1954)      | 12 maart 2018    | 1 juni 2018                      | Gentiloni                     | DP            |
|                                | Gian Marco Centinaio     | Gian Marco Centinaio (1971)       | 1 juni 2018                 | 5 september 2019 | LN                               | Giuseppe Conte (2018–2021)    | Conte I       |
|                                | Teresa Bellanova=        | Teresa Bellanova (1958)           | 5 september 2019            | 13 februari 2021 | IV                               | Giuseppe Conte (2018–2021)    | Conte II      |
|                                | Stefano Patuanelli       | Stefano Patuanelli (1974)         | 13 februari 2021            | 22 oktober 2022  | M5S                              | Mario Draghi (2021–2020)      | Draghi        |
|                                | Francesco Lollobrigida   | Francesco Lollobrigida (1972)     | 22 oktober 2022             | heden            | FdI                              | Giorgia Meloni (sinds 2022)   | Meloni        |